# Sametka podzimní
Sametka podzimní (Neotrombicula autumnalis) je druh roztoče z čeledi Trombiculidae (sametkovcovití) také známý pod nesprávným označením „sviluška“. Jejich larvy žijí paraziticky; napadají teplokrevné savce, lidi, a některé na zemi hnízdící ptáky. Vyskytuje se ve vlhčím prostředí a je aktivní od července do září. Sametka způsobuje nemoc trombikulózu.

## Popis

1. vajíčko, 2. larva, 3. nymfa, 4. imago (dospělý jedinec)

Larvy jsou běžně oranžové až cihlově červené s pouze šesti nohama, osm nohou mají až ve stádiu nymfy. Larvy jsou velké do 0,2 milimetru. Dospělý roztoč je velký cca 1 mm a jeho tělo je uprostřed zúžené a hustě pokryté chloupky, které připomínají samet.

## Životní cyklus
Dospělci žijí v půdě a listí, kde samička na podzim klade vajíčka. Z vajíčka se vylíhne šestinohá larva, která je jediným parazitickým stadiem sametky: Po vylíhnutí larva vyšplhá na čepel trávy nebo keř a čeká na svou oběť, kterou jsou teplokrevní obratlovci: myši, hraboši, krtci, psi, kočky aj., ale napadá i lidi.
Larva sametky je velká cca 0,2 mm a po těle hostitele se pohybuje velmi rychle, takže je obtížné ji spatřit nebo odchytit; tak se dostane do specifických míst, kde snadněji a nepozorována může proniknout pod kůži. Takovými místy je u lidí zejména oblast třísel, pohlaví, vnitřní strana stehen, břicho, pupek, podpaží, podkolenní jamky, kožní záhyby; larva s oblibou zalézá pod spodní prádlo. Tam se přichytí ke kůži, jejíž povrch naruší svými ostrými kusadly (chelicery). Okamžik napadení hostitele je nebolestivý a tudíž uniká pozornosti. Do vzniklé ranky pak larva vypouští silně lytický sekret svých slinných žláz, který obsahuje trávicí enzymy. Larva se tudíž neživí krví, ale saje takto vzniklou drť nekrotických kožních buněk svého hostitele. Po sání, které trvá 2–3 dny, odpadne a vyvine se postupně přes tři fáze do dospělého jedince. Dále je již sametka neškodná. Samička po nakladení vajíček umírá.

## Následky kousnutí
Kousnutí sametkou po několika hodinách od odpadnutí vyvolává poměrně bouřlivou alergickou reakci se silným svěděním. To způsobuje zarudlá místa, podobně jako kousnutí od komárů. Teplo, například z postele, zvyšuje následky kousnutí a příznaky spontánně zmizí po 10–14 dnech.